# JonBenét Ramsey
JonBenét Patricia Ramsey (Atlanta, 6 de agosto de 1990 – Boulder, 26 de dezembro de 1996) foi uma criança e mini-miss estadunidense de 6 anos que foi morta, sob circunstâncias suspeitas, na casa de sua família em Boulder, Colorado, em 26 de dezembro de 1996.
O caso continua sem solução até hoje, e a ser considerado um dos mais notórios dos Estados Unidos.
Em março de 2024, o estúdio de televisão da MTV anunciou que está desenvolvendo um drama true crime sobre o caso de JonBenét Ramsey

## Biografia
Nascida em agosto de 1990, em Atlanta, na Georgia, seu nome era uma junção dos nomes de seus pais, John e Patricia, falecida em 2006.  Ficou conhecida por ser "uma pequena rainha da beleza", pois sua mãe a havia inscrito em diversos concurso de beleza infantis. Seu pai era um homem de negócios milionário e sua própria mãe também havia participado de concursos de beleza, tendo sido Miss West Virginia 1977.

Ela tinha um irmão mais velho, Burke, com nove anos na época do crime. 

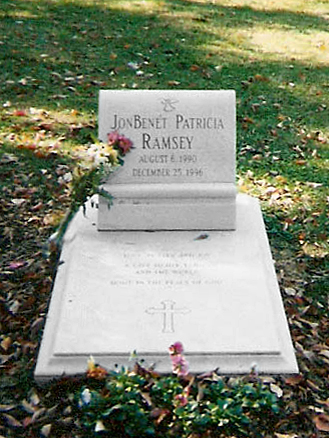
Túmulo de JonBenét em Marietta, na Georgia

## O caso da morte de JonBenét
Na manhã do dia 26 de dezembro de 1996, uma nota de resgate foi encontrada na casa de JonBenét e sua mãe ligou para a Polícia. À tarde, no entanto, seu pai encontrou o corpo da menina no porão de sua casa. JonBenét tinha sofrido uma pancada na cabeça e havia sido estrangulada. Um garrote foi encontrado amarrado no pescoço. No laudo da autópsia, também foi apontada "abrasão e congestão vascular da mucosa vaginal". A causa oficial da morte, conforme relatado pela autópsia, foi asfixia devido a estrangulamento, associada com traumatismo cranioencefálico.
O caso ganhou notoriedade nacional e teve grande interesse do público e da mídia, em parte porque sua mãe, Patsy Ramsey, tinha inscrito JonBenét em uma série de concursos de beleza infantil.
No final de 1998, o procurador do distrito do condado de Boulder, Alex Hunter, apresentou o caso a um júri de oito mulheres e quatro homens. Os jurados estão entre as poucas pessoas que viram todas as provas apresentadas pelos promotores no processo contra John e Patsy Ramsey. O júri recomendou acusações contra John e Patsy Ramsey, indicando que os jurados acreditavam que os pais colocaram JonBenét em uma situação que resultou em sua morte, mas o promotor anulou as indicações, dizendo que ele e sua força-tarefa da acusação acreditavam que não havia provas suficientes para justificar a apresentação de acusações contra qualquer pessoa que havia sido investigada até aquele momento.
"O caso é repleto de fatos estranhos, como um bilhete com um pedido de resgate - com exatamente o mesmo valor de um dinheiro ganho pelo pai da menina - pista que desencadeou uma busca que envolveu não só a família como também da comunidade onde a família morava. As pessoas que entravam na casa atrás de outros indícios acabaram contaminando a cena do crime, dificultando a busca não só pela menina como também pelo criminoso. O bilhete de resgate fora escrito com o papel de um bloco pertencente à família, algo estranho, já que um sequestrador não teria tempo para deixar uma mensagem de três páginas enquanto raptava sua vítima. Quando o pai da menina a encontrou, moveu seu corpo, atrapalhando ainda mais os trabalhos dos investigadores. Essas e outras ações desencontradas acabaram transformando o crime envolvendo a morte da menina em uma verdadeira lenda", escreveu a Revista Monet em 2019. 

## Atualização: 12 anos depois
Em julho de 2008, 12 anos após a morte da menina e 2 após a morte da mãe, a Promotora de Boulder, Mary Lacy, deixou claro que os pais não tinham, definitivamente, nada a ver com o caso, pois as amostras de DNA coletadas das roupas e nas unhas de JonBenét pertenciam a um homem não identificado. Os resultados dos exames haviam sido conseguidos através do uso de técnicas de análise não existentes anos antes e apontavam para um "homem de origem hispânica".
Em outubro de 2010, a Polícia do Colorado reabriu o caso. "O que é absolutamente correto é dizer que eles não vão deixar esse caso cair no esquecimento", declarou o procurador de Denver e analista legal Scott Robinson à imprensa.
Em outubro de 2016, novos exames de DNA, com o uso de técnicas ainda mais refinadas, revelaram que o DNA encontrado continha "marcas" de duas pessoas desconhecidas, nunca identificadas através da base de dados do governo.
Em janeiro de 2019, Michael Vail levou à polícia uma carta escrita por um amigo, Gary Oliva, onde este último confessava o crime. Na carta Gary escreveu: "nunca amei ninguém como amei JonBenét. Eu a deixei dormir e sua cabeça bateu e eu a assisti morrer. Foi um acidente. Por favor, acredite em mim. Ela não era como as outras crianças". Michael tinha Gary como suspeito porque no dia do assassinato havia recebido uma ligação do amigo soluçando e dizendo que havia machucado uma menina. Em 2019, Gary cumpria pena de 10 anos de prisão por posse de pornografia infantil e outras fotos de crianças, que incluíam imagens da autópsia de JonBenét. Ele já havia sido investigado como suspeito em 2002.

### Ariana Grande e sua piada de mau gosto
Em julho de 2019, a cantora Ariana Grande foi duramente criticada por fãs devido a uma piada de mau gosto que fez sobre o caso. Um amigo da cantora havia postado em seu Instagram a imagem da capa de uma revista com JonBenét e a cantora comentou no post: "Eu mal posso esperar para esse ser o seu look de Halloween". Depois do post e do comentário excluídos e da repercussão negativa, Ariana usou o Twitter para se desculpar: "Foi muito inadequado e eu sinceramente peço desculpas."

## Repercussão
Em 14 dezembro de 2016, o canal de televisão Investigação Discovery (ID) estreou no Brasil o documentário "Quem matou JonBénet?" Em abril de 2017, a Netflix lançou um especial sobre o caso "Casting JonBenét Ramsey" ou "Quem é Jonbenét". O trailer atualmente possui três milhões e meio de visualizações. Estrelado por Nicole Freeman e Hanna Liz, o especial traz dezenas de atores interpretando um único personagem, e abordando suas reflexões sobre o caso. No começo dos anos 2000, também foi lançado um filme sobre JonBenét, recriando seus últimos momentos e caso, intitulado "JonBénet and Murder Town" ou "JonBenét e a cidade perfeita".